# Bogislav von Heyden-Linden (Schauspieler)
Bogislav von Heyden-Linden (* 28. Juli 1898 in Hannover; † 25. April 1991) war als Bogislav von Heyden ein deutscher Schauspieler.  

## Leben
Bogislav von Heyden-Linden war ein Sohn des pommerschen Ulanenoffiziers und Herrenreiters Bogislav von Heyden-Linden (1853–1909) und dessen Frau Elisabeth Gräfin von Westfalen (1865–1961). Wie sein Vater und sein älterer Bruder Joseph (1895–1941) schlug er zunächst eine militärische Laufbahn bei einem Kavallerieregiment ein. 1918 quittierte er jedoch seinen Dienst im Range eines Leutnants, wollte zunächst den Kaufmannsberuf erlernen, wurde dann aber Schauspieler. Während des Zweiten Weltkriegs war er in Paris Theater-Offizier im Range eines Rittmeisters. Er lebte nach dem Krieg bis in die 1960er Jahre in Wiesbaden, wo er an den dortigen Bühnen und in den Theatern von Mainz und Frankfurt am Main arbeitete. Bekannt wurde er durch seine Rolle des Journalisten Hans-Ulrich Betzdorf in der Fernsehserie „Die Firma Hesselbach“. 
Bogislav von Heyden-Linden war seit 1929 mit Margaritha Cottmann verheiratet. Aus der Ehe gingen vier Kinder hervor.